# Halsbandsseglare
Halsbandsseglare (Streptoprocne zonaris), är en fågel som tillhör familjen seglare.

## Utseende
Halsbandsseglaren är mycket stor för att vara en seglare, med en längd på 20–22 centimeter och vikten 90–96 gram. Stjärten är bara något kluven och kan ofta verka fyrkantig. Den adulta individen är svart med glansigt blå rygg, med ett vitt band runt halsen, vilket är bredare och dovare på bröstet än i nacken. Subadulta individer är dovare än adulta och har mindre eller inget band runt halsen.

## Läte
Olika skriande och tjattrande ljud kan påminna om en parakit.

## Systematik och utbredning
Halsbandsseglare är en stannfågel som återfinns i centrala Mexiko, Stora Antillerna och Trinidad söderut ner till Peru, norra Argentina och sydöstra Brasilien. Den delas upp i nio underarter med följande utbredning:
- Streptoprocne zonaris mexicana – förekommer i höglandet från södra Mexiko till Belize och El Salvador
- Streptoprocne zonaris bouchellii – förekommer från Nicaragua till Panama
- Streptoprocne zonaris pallidifrons – förekommer på Stora Antillerna och lokalt på Små Antillerna
- Streptoprocne zonaris subtropicalis – förekommer i bergsområden från Colombia till Mérida i västra Venezuela och Peru
- Streptoprocne zonaris altissima – förekommer i Anderna i Colombia och Ecuador
- Streptoprocne zonaris minor – förekommer i kustnära områden av Kordillerna i norra Venezuela och Trinidad
- Streptoprocne zonaris albicincta – förekommer i tropikerna i södra Venezuela och Guyana
- Streptoprocne zonaris kuenzeli – förekommer i Anderna i Bolivia och  and nordvästra Argentina
- Streptoprocne zonaris zonaris – förekommer på lågland i södra Brasilien, Bolivia, Paraguay och norra Argentina

## Ekologi
Halsbandsseglaren bygger ett cirkelrunt bo av lera, mossa och kitin på en klipphylla, gärna bakom ett vattenfall. Halsbandseglaren lägger två vita ägg i maj-juli. Fågeln häckar i bergstrakter, men samlar föda från ett mycket mer vidsträckt område. Halsbandsseglaren födosöker i flykten och lever mestadels av insekter som skalbaggar, bin och flygmyror.
Halsbandsseglaren bildar stora flockar på hundra eller fler fåglar, ofta med andra seglararter. Den flyger snabbt och rakt, och använder sig av varma uppåtvindar för att nå höga höjder.

## Status och hot
Arten har ett stort utbredningsområde och en stor population, men tros minska i antal, dock inte tillräckligt kraftigt för att den ska betraktas som hotad. Internationella naturvårdsunionen IUCN listar därför arten som livskraftig (LC). Beståndet uppskattas till i storleksordningen fem till 50 miljoner vuxna individer.